# 得居通幸
得居通幸（1557年—1592年）別名通之、通久、通年。日本戰國時代至安土桃山時代的武將。伊予國海賊眾。他是村上水軍當主村上通康的嫡子、也是來島通總的兄長。
原名村上通幸，後自稱是南北朝時代伊予名門土居氏和得能氏的子孫，遂改稱得居氏。1578年（天正六年）至1580年（天正八年）任鹿島（今松山市沖）城主，與家臣前往該城。1582年（天正十年）陰曆四月，織田信長命羽柴秀吉（後來的豐臣秀吉）攻略中國地區，與弟弟通總（本家來島家當主）叛離舊主河野氏，投靠織田家。村上吉繼、村上吉鄉等村上水軍中繼續支持河野氏的人物將其視為叛徒，在河野氏和毛利氏的幫助下進攻得居通幸、來島通總兄弟。1583年（天正十一年）陰曆三月，通總逃去投奔秀吉，攻勢告一段落。此後，鹿島城受到毛利、河野聯軍的圍攻。
1584年，在豐臣秀吉的支持下，來島通總返回原駐地。為牽制秀吉，通幸受到毛利輝元、小早川隆景的容認。同年秀吉的四國征伐期間，得居通幸為小早川隆景、吉川元長等伊予方面軍的先導。戰後豐臣秀吉進行四國國分，來島通總獲得一萬四千石領地，得居通幸則獲得三千石。此後曾參加九州征伐、小田原征伐和第一次侵略朝鮮之役。1592年陰曆六月初二，在唐浦遭到李舜臣所率的朝鮮水軍擊敗，被朝鮮將領權俊殺死。死後領地被秀吉沒收，授予來島通總。